# Ozzie Virgil Sr.
Osvaldo José Virgil Pichardo, né le 17 mai 1932 à Monte Christi et mort le 29 septembre 2024, est un joueur et entraîneur de baseball professionnel dominicain.
Il est la première personne originaire de la République dominicaine à jouer en Ligues majeures de baseball (MLB), apparaissant dans 324 matchs en MLB entre 1956 et 1969 en tant que joueur d'utilité pour les Giants de New York/San Francisco, les Tigers de Détroit, les Athletics de Kansas City, les Orioles de Baltimore et les Pirates de Pittsburgh. Souvent joueur de troisième but, Virgil joue à tous les postes, à l'exception de celui de lanceur et champ central.

## Biographie

### Jeunesse
Osvaldo José Virgil Pichardo naît à Monte Cristi, en République dominicaine, le 17 mai 1932. Sa famille émigre aux États-Unis quand il a 13 ans et s'installe dans le Bronx, où il obtient son diplôme de la DeWitt Clinton High School,. Il sert dans le Corps des Marines des États-Unis de 1950 à 1952.

### Carrière
Ozzie Virgil commence sa carrière de joueur professionnel de 17 saisons en 1953. Il fait ses débuts en MLB pour les Giants de New York le 23 septembre 1956 ; il devient la première personne née en République dominicaine à jouer en Ligues majeures de baseball.
En 1960, il joue en troisième base, en deuxième base et en champ extérieur sous la direction de Charlie Metro avec les Bears de Denver en Triple-A.

### Mort
Ozzie Virgil Sr. meurt d'une pancréatite à son domicile de Monte Cristi le 29 septembre 2024 à l'âge de 92 ans,,.